# Tú Xuất
Tú Xuất (??-??) tên thật là Nguyễn Việt Tú (người gốc Đông Anh, Hà Nội) là một nhân vật có thật sống vào cuối thế kỷ 19 ở Việt Nam, ông và Ba Giai đã tạo nên một giai thoại Ba Giai-Tú Xuất với câu nói: "thứ nhất Ba Giai, thứ hai Tú Xuất" được mọi người nhớ đến ở đất Hà Thành (cũ), Ông là một người thông minh, tri thức hơn người nhưng hay gặp thất bại trong khoa cử, từ đó sinh ra tính hay bông đùa, trêu cợt, đặc biệt là đả kích vào những thói hư, tật xấu và những tiêu cực của người đương thời.
Đây cũng là một hiện tượng độc đáo của văn học Việt Nam xuất hiện vào những năm đầu thế kỷ 20 và là một cặp bài trùng trong văn học Việt Nam, nhắc tới người này thì không thể quên người kia và ngược lại. Đó là những mẩu chuyện về hai nhân vật đầy cá tính, thích trào lộng và hay bày ra tình huống quái ác khiến đối tượng bị "chiếu tướng" phải dở khóc dở cười hay những giai thoại đầy mưu mẹo, lấy của quan tham chia cho dân nghèo. Hình ảnh và những câu chuyện của ông cùng với Ba Giai ngày nay được diễn tả nhiều trên sân khấu, kịch nói.

## Thân thế
Tú Xuất là con một đốc học Hà Nội, gốc ở Thanh Hóa hoặc Nghệ An, thường trú ở xã Phương Trung, huyện Thanh Oai, tỉnh Hà Đông xưa (nay thuộc Hà Nội), đến Tú Xuất là đời thứ tư. Tú Xuất cũng thuộc dòng họ Nguyễn Đình ông là con trai trưởng của Nguyễn Đình Lập người đỗ cử nhân năm Gia Long thứ 12 (1812), là đốc học Hà Nội, có thời gian ông đã làm đốc học lục tỉnh, là giám khảo khoa thi hương ở Nghệ An. Họ Nguyễn Đình có ba chi, Tú Xuất thuộc chi thứ ba.
Ông nội Tú Xuất là Nguyễn Đình Linh. Đối với Tú Xuất, ông có học hành lăn lộn nhiều năm với khoa cử. Thông minh, tri thức hơn người, nhưng năm lần qua trường thi hương, ông vẫn không vượt qua được vũ môn để thành ông nghè, ông cống. Thế là một lần nữa trên đất Hà Thành lại rộ lên các chuyện mà mọi người cho là "táo trời" là "bạo thiên nghịch địa", dân chúng thì nhiều người khen và cảm phục. Cuối đời không ai rõ về ông, có người nói Tú Xuất vì tham gia trong đội quân Tam Đường chống Pháp nhưng thất bại nên ông lánh nạn và mất tích từ đó.

## Giai thoại
Sự kết hợp giữa Ba Giai và Tú Xuất trở thành một cặp bài trùng và đã để lại rất nhiều giai thoại về các chuyện nghịch ngợm dân chúng đồn đại là các ông chẳng từ một đối tượng nào. Từ quan tổng đốc, tri phủ, tri huyện, chánh tổng lý hương, hào lý ở địa phương đến những người buôn bán ở chợ tỉnh chợ quê. Hễ cứ thấy họ nghênh ngang cậy tiền, cậy quyền thế để ức hiếp kẻ khác yếu hơn mình, ngứa mắt là hai ông chọc ghẹo gây cười để làm nhục họ cho bõ ghét.
Thế là Ba Giai trở thành một cặp bài trùng với Tú Xuất. Từ việc căm ghét bọn "chó săn tay sai, nịnh bợ Tây" dùng lời thơ trào lộng chế giễu chúng, Ba Giai đã cùng Tú Xuất biểu lộ thái độ bất bình, không chấp nhận cái trật tự xã hội đó bằng trí tuệ theo cách riêng của mình để đánh gục uy thế của chúng bằng cách phơi trần bản chất và bộ mặt thực của chúng ra trước đông đảo quần chúng.

### Câu chuyện ngủ trọ
Sau khi Tú Xuất ăn chơi tại thành phố Nam Định, ông thấy túi đã cạn tiền, Tú Xuất đi mua cái vali, đem mấy cục gạch và giấy bồi bỏ vào, rồi mang đến đến một nhà hàng cơm, đánh chén một bữa no say, rồi ngủ trọ ở đó. Trước khi đi ngủ, Tú Xuất đưa vali cho bà chủ nhà hàng cất hộ. Bà chủ hỏi trong vali có chứa những gì. Tú Xuất nói lập lờ rằng: 
| “ | "Có chút đỉnh thôi, còn thì quần áo và sách vở. Tôi đi thăm ông cụ tôi đang làm án sát Bắc Ninh, đâu cần phải đem nhiều tiền bạc" | ” |

Bà chủ nhà hàng tưởng thật, đem vali cất vào chỗ gần giường Tú Xuất nằm. Đêm đến, Tú Xuất thừa lúc mọi người ngủ say, khẽ rón rén lại mở vali đem gạch và giấy bồi bỏ vào thùng rác nơi góc nhà, rồi trở lại giường, đánh một giấc ngon lành. Tới sáng, bà chủ hàng cơm dậy trước, nhìn thấy chiếc vali bị mở tung, bên trong không còn vật gì, lo lắng, đánh thức báo cho Tú Xuất và hỏi phải giải quyết làm sao. Tú Xuất ngồi xổm dậy, ra vẻ sửng sốt: 
| “ | Làm sao, tôi biết đâu được, tôi gửi bà cất mà. Bà phải bồi thường chứ còn làm sao nữa? | ” |

Bà hàng đã đuối lý, lại sợ anh chàng là con quan án sát nữa, lại tưởng mất trộm thiệt, nên chỉ còn cách năn nỉ. Lời qua, tiếng lại cuối cùng Tú Xuất mới chịu nhận tiền bồi thường mười nén bạc. Tú Xuất đi rồi, bọn đầy tớ nhà hàng, chiều đến mới phát hiện ra ở thùng rác lại có giấy bổi và mấy cục gạch, những thứ mà nhà hàng không có. Lúc ấy, mọi người mới vỡ lẽ nhưng không làm gì được. Thế là, Tú Xuất lại kiếm được một món tiền to nữa.

### Lý sự của mèo
Một hôm trời tối, Tú Xuất vào nghỉ tại một nhà hàng nọ ở bên đường cái quan, ở đó, đã có anh hàng mèo đến trước ngồi chễm chệ trên giường, bên cạnh để đầy lồng nhốt đầy mèo. Tú Xuất đành ngồi giường dưới. Chủ quán thấy vậy đề nghị với anh buôn mèo cho Tú Xuất nằm giường trên kẻo bất tiện, nhưng người buôn mèo không chịu, lý sự rằng "Tôi tưởng cái phép ở hàng quán, ai đến trước thì ngồi trên, ai đến sau thì ngồi dưới, tôi đã ngồi đây thì cứ ở đây". Tú Xuất nghe nói thế, bèn bảo là không phải tranh cãi nữa.
Đêm khuya, thừa lúc người bán mèo ngủ say, Tú Xuất lẻn dậy, khẽ tháo mấy cái que cài miệng lồng. Bao nhiêu mèo đều chui ra hết, con nào con nấy, tự do đi lại, leo trèo khắp nơi, kêu rầm rĩ. Người buôn mèo giật mình thức dậy, vội vã gọi nhà hàng giúp bắt mèo. Lúc đèn thắp sáng rồi, người buôn mèo thấy con ở mặt đất, con ở giường trên, con giường dưới, có con leo tận xà nhà. Tú Xuất ở giường dưới, lúc đó thấy động, cũng thức dậy, trỏ tay vào lũ mèo, nói: 
| “ | Giống mèo cũng khôn ngoan và lý sự lắm đấy! Chà, con nào ra trước thì được ngồi trên cao, con nào ra sau thì phải ngồi dưới thấp. | ” |

Người buôn mèo biết là Tú Xuất nói kháy mình, nhưng không dám nói gì, vì còn phải lo tìm bắt lại lũ mèo vừa thoát. Vậy là Tú Xuất đã dạy cho anh chàng buôn mèo kia một bài học về đối nhân, xử thế.

### Mèo biết nói
Một hôm Tú Xuất đi ngang quán ăn. Mùi thơm phức từ quán thoảng ra, Tú Xuất đã thấy đói bụng, dạ dày càng cồn cào. Mặc dù không có tiền trong người nhưng Tú Xuất đánh bạo vào quán no say một bữa ra trò. Đến khi chuẩn bị tính tiến, đang loay hoay tìm cách xoay xở thì có con mèo quấn quýt chân cậu tìm gặm xương.
Cậu nảy ngay ra ý tưởng, cho mèo ăn, vuốt ve con mèo, sau đó gọi cô chủ quán bắt chuyện và qua đó khen ngợi con mèo của cô chủ và cho rằng đây là giống mèo rất quý, có khả năng hiểu và nói được tiếng người và còn biết được nhiều chuyện trên đời. Cô chủ không tin và hai người cá cược với nhau rằng nếu Tú Xuất làm cho con mèo nói được thì cô chủ quán sẽ chiêu đãi và không tính tiền cơm đối với Tú Xuất.
Hai bên đã thỏa thuận xong, trước mặt nhiều người, Tú Xuất ôm xốc con mèo lên tay, vuốt ve nựng nịu một hồi rồi xách con mèo lên nhìn vào nó và hỏi rằng:
| “ | Này mèo, "của" cô mày tròn hay méo? | ” |

Miệng vừa hỏi, tay của Tú Xuất vừa cấu vào tai mèo, con mèo đau điếng kêu ré lên:
| “ | Méo...!! | ” |

Như thể chưa rõ, Tú Xuất tiếp tục vừa cấu mạnh vừa hỏi to: "có thật không, ta hỏi lại lần nữa, "của" cô mày tròn hay méo?", con mèo đau quá kêu ré lên liên hồi: "Méo...Méo...Méo!!!". Mọi người trong quán cười ầm lên, Tú Xuất quay sang nói với cô chủ: "Đúng không cô chủ, méo hay tròn? Con mèo nói có sai không?, vậy đây đúng là con mèo quý nhé". Nói đoạn cảm ơn cô chủ vì bữa ăn và thản nhiên bước đi để lại cô chủ ngượng chín cả mặt.

### Chọc con ông Tổng đốc
Ông tổng đốc nọ có cô con gái, một bữa cô kia kia ngồi võng đi dạo phố. Tú Xuất đang ngồi chơi với anh em trong phố. Mọi người đố Tú Xuất có dám ra chọc ghẹo cô ấy không. Tú Xuất liền chạy đến gần cô gái, hướng về cô ta, con mắt thì nheo nheo, tay ngoắc ngoắc, làm cô ta xấu hổ, sượng sùng. Cô ta về liền thưa với cha, nói có người ở ngoài phố chọc xấu hổ, tức phát khóc lên. Quan cho sai bắt Tú Xuất để trị tội.
Trước tiên, ông ta hỏi Tú Xuất về xuất thân, nghề nghiệp, Tú Xuất cứ mắt nheo, tay ngoắc, nói lắp mà bẩm báo lại. Mỗi khi quan lớn hỏi mà y bẩm lại, y cứ làm cái miếng mắt nheo tay ngoắc mãi. Sau quan buộc phải tha về. Cô gái hỏi cha sao không trị tội Tú Xuất, ông ta nói với con là Tú Xuất bị tật nên làm vậy chứ không cố ý trêu chọc. Vậy là Tú Xuất đã trêu được cô gái mà không phải tội gì.

### Giành mền ông huyện
Một hôm Tú Xuất đi lỡ đường trọ nhà quán. Có một ông quan huyện đâu cũng vô ngủ. Hai người làm quen với nhau và trò chuyện. Tú Xuất lừa khi ông huyện đi ra ngoài bèn làm dấu nơi góc mền để xỏ ông huyện. Nằm kề nhau, đêm khuya Tú Xuất lại giả đò ngủ mê, giật mền ông huyện đắp.
Ông huyện tưởng cơn mê ngủ cũng để cho đắp. Sáng ông huyện dậy sớm ra đi kêu Tú Xuất dậy. Anh ta đáp: "Quan huyện ngài có gấp ngài đi trước đi, tôi thong thả vậy" rồi nhắm mắt ngủ lại. Ông huyện nói: "Không thì trả cái mền cho trẻ nó bỏ vô xiểng cho rồi đặng có đi sớm chứ" Tú Xuất đáp: "Ủa, ngài làm quan mà ngài nói cái mới lạ cho chớ, nầy! Mền của tôi đang đắp sờ sờ, ngài nói ngài đòi, thật ngài làm bỉ mặt tôi quá. Mền tôi có dấu của tôi đây rõ ràng...". Cãi không lại miệng, ông huyện nhịn thua bỏ đi.